# Harwinton
Harwinton est une ville située dans le comté de Litchfield, dans l'État du Connecticut (États-Unis). Selon le recensement de 2010, Harwinton avait une population totale de 5 642 habitants.

## Géographie
Selon le Bureau du recensement des États-Unis, la superficie de la ville est de 31,14 milles carrés (80,65 km2), dont 30,79 milles carrés (79,75 km2) de terres et 0,35 milles carrés (0,91 km2) de plans d'eau, soit 1,1 %.

## Histoire
Harwinton devient une municipalité en 1737. Elle doit son nom au trois villes dont elle dépendait autrefois Hartford, Windsor et Farmington.

## Démographie
D'après le recensement de 2000, il y avait 5 283 habitants, 1 958 ménages, et 1 546 familles dans la ville. La densité de population était de 66,3 hab/km2. Il y avait 2 022 maisons avec une densité de 25,4 maisons/km2. La décomposition ethnique de la population était : 98,69 % blancs ; 0,08 % noirs ; 0,06 % amérindiens ; 0,51 % asiatiques ; 0,06 % natifs des îles du Pacifique ; 0,13 % des autres races ; 0,47 % de deux ou plus races. 0,89 % de la population était hispanique ou Latino de n'importe quelle race.
Il y avait 1 958 ménages, dont 33,7 % avaient des enfants de moins de 18 ans, 70,6 % étaient des couples mariés, 5,2 % avaient une femme qui était parent isolé, et 21,0 % étaient des ménages non-familiaux. 17,2 % des ménages étaient constitués de personnes seules et 8,4 % de personnes seules de 65 ans ou plus. Le ménage moyen comportait 2,70 personnes et la famille moyenne avait 3,05 personnes.
Dans la ville la pyramide des âges était 25,1 % en dessous de 18 ans, 5,2 % de 18 à 24 ans, 27,4 % de 25 à 44 ans, 29,3 % de 45 à 64 ans, et 13,0 % qui avaient 65 ans ou plus. L'âge médian était 41 ans. Pour 100 femmes, il y avait 100,7 hommes. Pour 100 femmes de 18 ans ou plus, il y avait 98,4 hommes.
Le revenu médian par ménage de la ville était 66 222 dollars US, et le revenu médian par famille était $75 912. Les hommes avaient un revenu médian de $51 597 contre $40 000 pour les femmes. Le revenu par habitant de la ville était $32 137. 0,8 % des habitants et 2,2 % des familles vivaient sous le seuil de pauvreté. 0,0 % des personnes de moins de 18 ans et 3,4 % des personnes de plus de 65 ans vivaient sous le seuil de pauvreté.
| 1820  | 1850  | 1860  | 1870  | 1880  | 1890 |
| ----- | ----- | ----- | ----- | ----- | ---- |
| 1 500 | 1 175 | 1 044 | 1 044 | 1 016 | 943  |

| 1900  | 1910  | 1920  | 1930 | 1940  | 1950  |
| ----- | ----- | ----- | ---- | ----- | ----- |
| 1 213 | 1 440 | 2 020 | 949  | 1 112 | 1 858 |

| 1960  | 1970  | 1980  | 1990  | 2000  | 2010  |
| ----- | ----- | ----- | ----- | ----- | ----- |
| 3 344 | 4 318 | 4 889 | 5 228 | 5 283 | 5 642 |